# Canaletto-Blick (Wien)

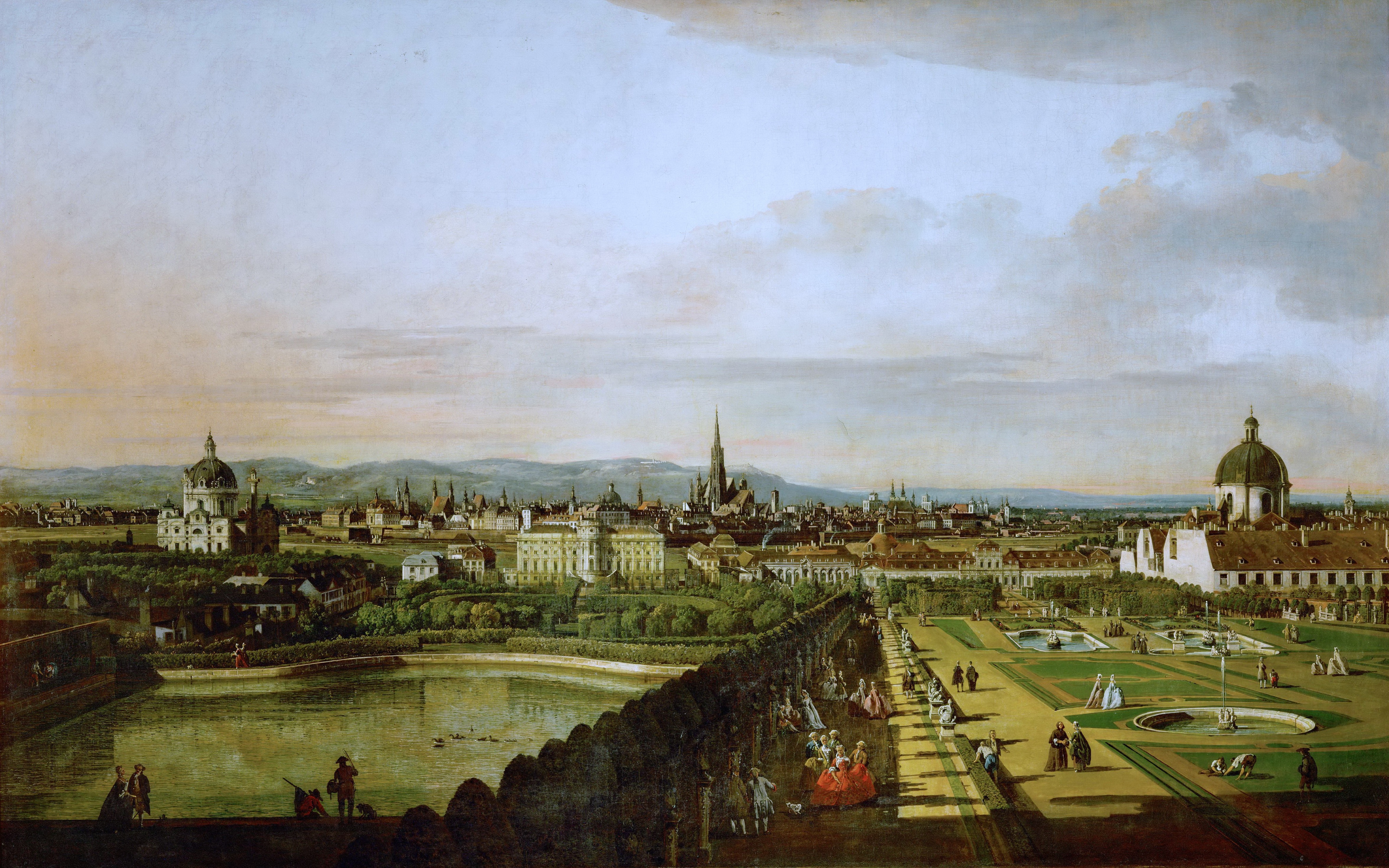
Bernardo Bellotto: Wien, vom Belvedere aus gesehen, 1759–1760, Kunsthistorisches Museum, Wien – Canaletto-Blick

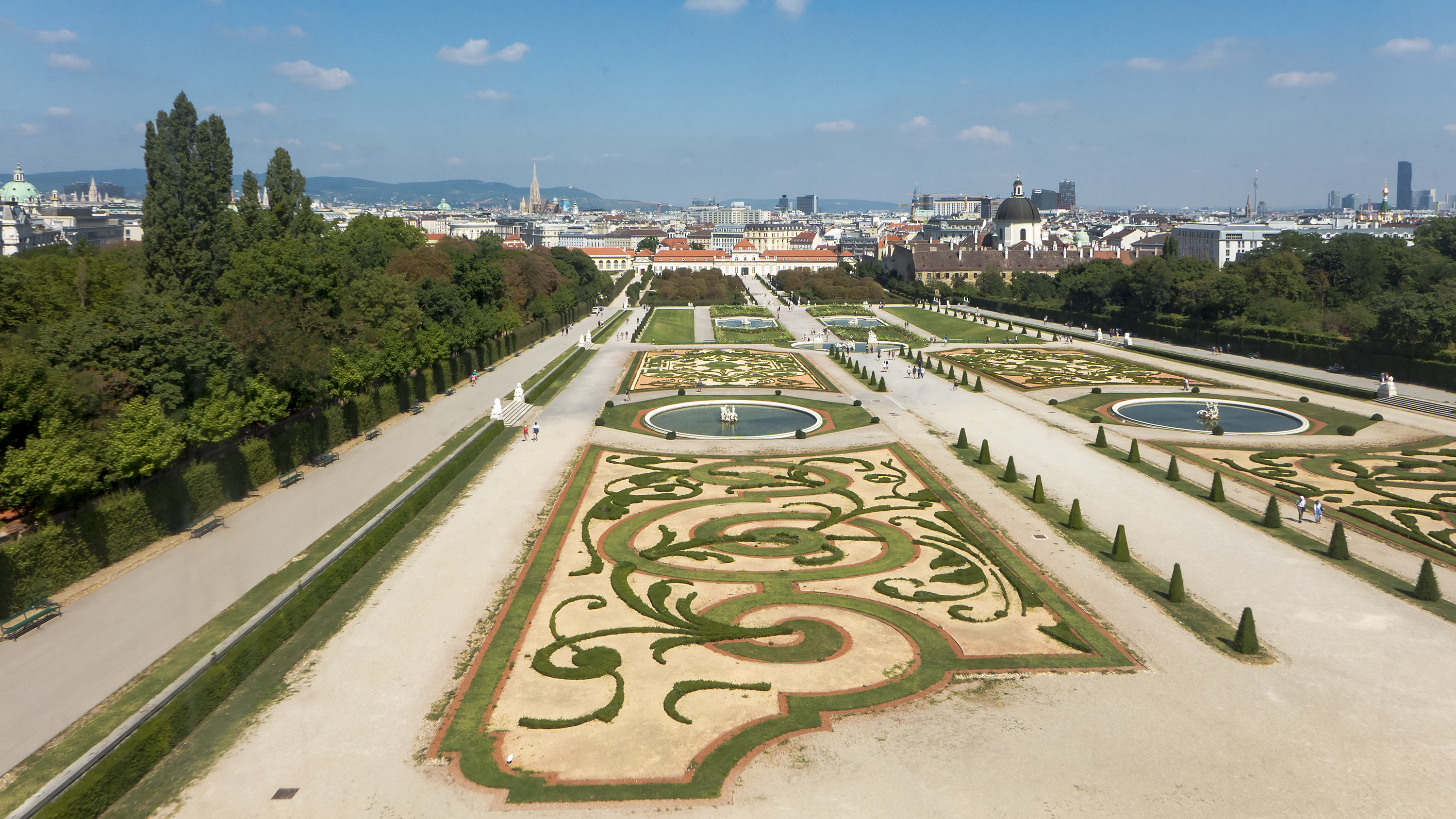
Eine moderne Variante des Wiener Canaletto-Blicks

Beim sogenannten Canaletto-Blick auf Wien handelt es sich um eine Perspektive der Wiener Innenstadt vom Oberen Schloss Belvedere aus, die von Bernardo Bellotto, genannt Canaletto, populär gemacht wurde. Die originale Bildvorlage zeigt die Stadt Wien um die Mitte des 18. Jahrhunderts, die Kuppel der Karlskirche, der Turm des Stephansdoms und die Kuppel der Salesianerinnenkirche stellen vertikale Dominanten. Im Vordergrund sieht man die Gärten des Belvedere. Weitere auf Bellottos Ölgemälde sichtbare und bis heute bestehende Sehenswürdigkeiten sind das Palais Schwarzenberg und das Untere Belvedere.
Diese Darstellung diente aber nicht nur als getreue Stadtansicht, sondern hatte auch politische Symbolkraft und steht für die Entwicklung Wiens unter dem Haus Habsburg. Im Rahmen einer Analyse für eine 2018 eröffnete Sonderausstellung im Oberen Belvedere wurde festgestellt, dass der Künstler an der Perspektive seines Werkes offenbar einiges im Sinne seiner Auftraggeberin Maria Theresia beschönigt hat. Die Gebäude, die in Zusammenhang mit der Auftraggeberin standen, wurden etwas größer dargestellt oder verschoben. Hier insbesondere die Kuppel der Salesianerinnenkirche, deren Grundstein bei der Geburt Maria Theresias gelegt worden war. Der Turm der Elisabethinenkirche ganz rechts im Bild ist ebenfalls dargestellt. Er wäre von diesem Standort aus nicht mehr zu sehen gewesen. Canaletto hat ihn dennoch eingefügt, vermutlich weil er von der Kaiserin mitfinanziert wurde. Abgebildet wurden auch zwei Sternwarten, die heute nicht mehr existieren. Sie sollten die Habsburger als Förderer der Wissenschaften ehren.
Ungeachtet des Wachstums Wiens im 19. Jahrhundert und der Entfestigung der Stadt blieb der Gesamteindruck des Canaletto-Blicks weitgehend intakt und wurde von zahlreichen Künstlern nachgestaltet. Auch der Bau des Hotels Intercontinental führte hier nur zu marginalen Veränderungen. Die wiederholt auftretenden Pläne, nahe dem historischen Zentrum Wiens Hochhäuser zu errichten, wurden und werden allerdings stets im Zusammenhang mit dem Canaletto-Blick diskutiert (Umgebungsschutz). Deshalb spielt er auch im Wiener Hochhauskonzept eine Rolle.

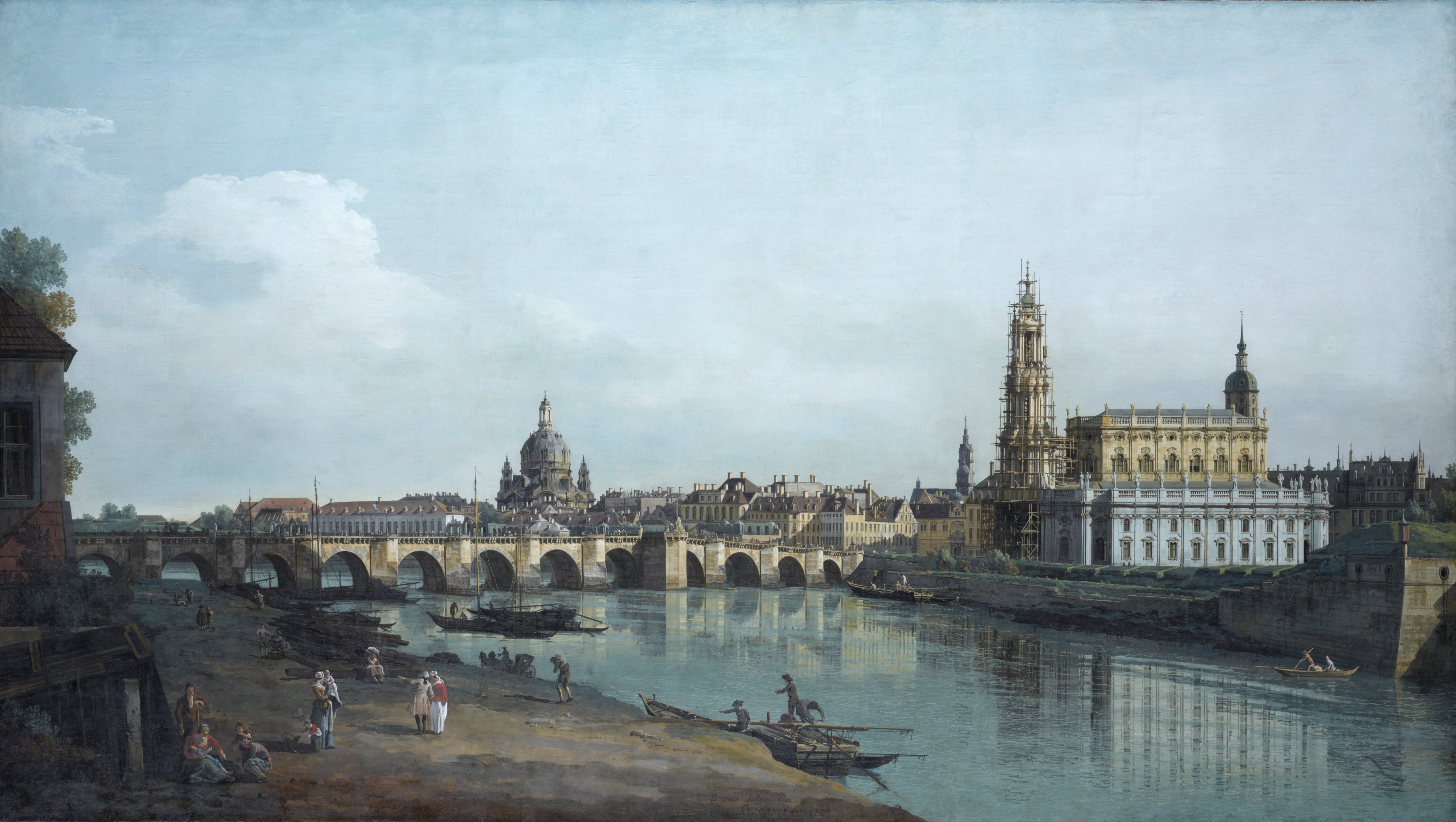
Bernardo Bellotto: Dresden vom rechten Elbufer unterhalb der Augustusbrücke, 1748, Gemäldegalerie Alte Meister, Dresden

Bellottos Originalgemälde befindet sich heute im Kunsthistorischen Museum. Einen weiteren Canaletto-Blick auf der Basis einer Stadtansicht von Bernardo Bellotto findet man in Dresden. Auch diese Vedute Dresden vom rechten Elbufer unterhalb der Augustusbrücke spielte eine wesentliche Rolle im Rahmen stadtplanerischer Diskussionen, nämlich in der Debatte um die Art des Wiederaufbaus des im Jahr 1945 durch Luftangriffe schwer beschädigten Stadtzentrums von Dresden.